# Odonto-Chondrodysplasie
Die Odonto-Chondrodysplasie ODCD ist eine sehr seltene angeborene Skelettdysplasie mit den Hauptmerkmalen Chondrodysplasie, Dentinogenesis imperfecta und Gelenkschlaffheit.
Synonyme sind: Goldblatt-Syndrom; Wallis-Zieff-Goldblatt-Syndrom; Goldblatt-Chondrodysplasie; Odontochondrodysplasie.
Die Namensbezeichnung bezieht sich auf den Erstautor der Erstbeschreibung aus dem Jahre 1991 durch den australischen Humangenetiker Jack Goldblatt und Mitarbeiter.

## Verbreitung
Die Häufigkeit wird mit unter 1 zu 1.000.000 angegeben, die Vererbung erfolgt autosomal-rezessiv.

## Ursache
Der Erkrankung liegen Mutationen im TRIP11-Gen auf Chromosom 14 Genort q32.12 zugrunde.
Mutationen in diesem Gen finden sich auch bei der Achondrogenesie Typ IA.

## Klinische Erscheinungen
Klinische Kriterien sind:
- Fehlentwicklung und Strukturstörung der Zahnentwicklung
- Mesomel verkürzte Extremitäten
- kurzer Rumpf
- Schlaffe Gelenke
- Brachydaktylie

## Diagnostik
Im Röntgenbild finden sich typische Veränderungen:
- Platyspondylie mit Spaltbildungen in der Frontalebene, Skoliose
- Brachydaktylie
- Coxa valga
- schmaler Rippenthorax
- metaphysäre Formänderungen an Hand, Handgelenk und Kniegelenken

## Differentialdiagnostik
Abzugrenzen sind u. a.:
- Spondylometaphysäre Dysplasie Typ Sedaghatian
- Platyspondylitische Dysplasie Typ Torrance